# Wilhelm Gauß

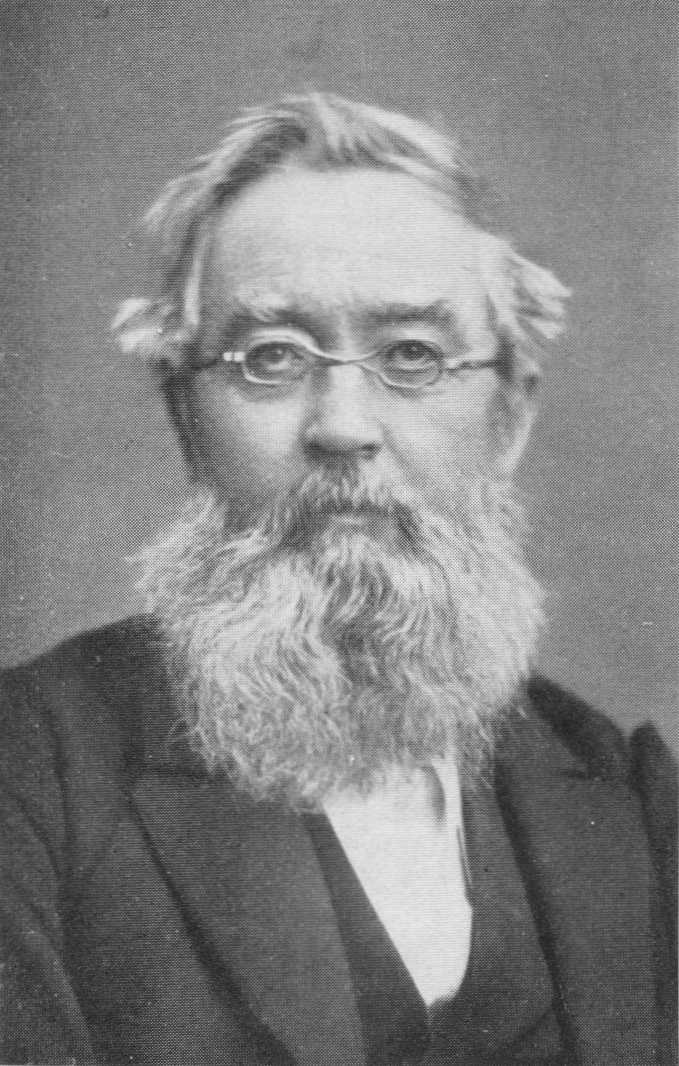
Wilhelm Gauß

Wilhelm Gauß, amerikanisch Charles William Gauss (* 23. Oktober 1813 in Göttingen; † 23. August 1879 in St. Louis, Missouri), war ein deutschamerikanischer Unternehmer. Er war ein Sohn von Carl Friedrich Gauß und wanderte als junger Mann nach Missouri in den USA aus, weil er als vermögenloser Ökonom in Deutschland keine angemessene Stelle fand. Er war Farmer bei St. Charles, Kaufhausbesitzer in Glasgow, Farmer in Brunswick und ab 1856 Schuhgroßhändler in St. Louis.

## Leben

### Herkunft
Wilhelm August Carl Matthias Gauß wurde am 23. Oktober 1813 in Göttingen geboren. Er war das fünfte Kind des Mathematikers und Astronomen Carl Friedrich Gauß und das zweite Kind aus dessen zweiter Ehe mit Minna Waldeck, der Tochter des Professors der Rechtswissenschaften Johann Peter Waldeck und seiner Frau Charlotte Wyneken. Am Tag von Wilhelms Geburt vermerkte Vater Gauß voll Stolz in seinem (lateinischen) Mathematischen Tagebuch:
„Die Grundlage einer allgemeinen Theorie der biquadratischen Reste, die fast sieben Jahre lang mit größter Anstrengung, aber immer vergeblich gesucht worden war, haben wir endlich glücklich am selben Tage entdeckt, an dem uns ein Sohn geboren worden ist.“
In erster Ehe war Carl Friedrich Gauß von 1805 bis 1809 mit Johanna Osthoff  (1780–1809), der Tochter eines Weißgerbermeisters, verheiratet. Aus der Ehe gingen die Kinder Joseph, Minna und ein im Säuglingsalter verstorbener Sohn namens Louis hervor. Joseph war sieben und Minna fünfeinhalb Jahre älter als Wilhelm. Die Geschwister aus Gauß’ zweiter Ehe waren sein zwei Jahre älterer Bruder Eugen Gauß und die drei Jahre jüngere Schwester Therese, das jüngste Kind der Gauß-Familie. Die Familie bewohnte in Göttingen den ersten Stock eines großen Fachwerkhauses in der Kurzen Straße 15, bevor sie im Oktober 1816 in die neuerbaute Göttinger Sternwarte umzog, deren Leiter Gauß war.
Nach der Geburt ihrer drei Kinder begann Gauß’ Frau Minna ab 1818 zu kränkeln. Sie war an Schwindsucht erkrankt, und es begann für sie eine schreckliche Leidenszeit bis zu ihrem Tod 1831. Die lange Krankheit der Hausfrau führte zu einer häuslichen Belastung, unter der Gauß und die gesamte Familie litten. Die jüngeren Söhne Eugen und Wilhelm und die jüngste Tochter Therese entbehrten in den entscheidenden Jahren ihrer
Jugend die Geborgenheit eines sicheren und fürsorglichen Zuhauses. Der Mangel an mütterlicher Zuwendung führte dazu, dass Eugen und sein jüngerer Bruder Wilhelm eine problematische Entwicklung nahmen. Der Gauß-Forscher Theo Gerardy urteilte über die Kinder von Gauß und Minna:
„An den Kindern läßt sich das unterschiedliche seelische Erbe der Mütter ablesen. Josef und Minna, die Kinder Johannas, sind warmherzige, unkomplizierte und lebenstüchtige Naturen. Die Kinder Minnas haben neben vielen Vorzügen auch deutliche Merkmale der mütterlichen Unausgeglichenheit. Eugen ist leichtsinnig, heftig und ungezügelt; Wilhelm ist leicht gekränkt, unüberlegt und uneinsichtig; Therese wirkt eigenartig, verschlossen und exaltiert.“
| - Kurze Straße 15, Göttingen | - Blick von Norden auf die Sternwarte Göttingen. In dem rechten Flügel wohnte Gauß mit seiner Familie. |

### Schule

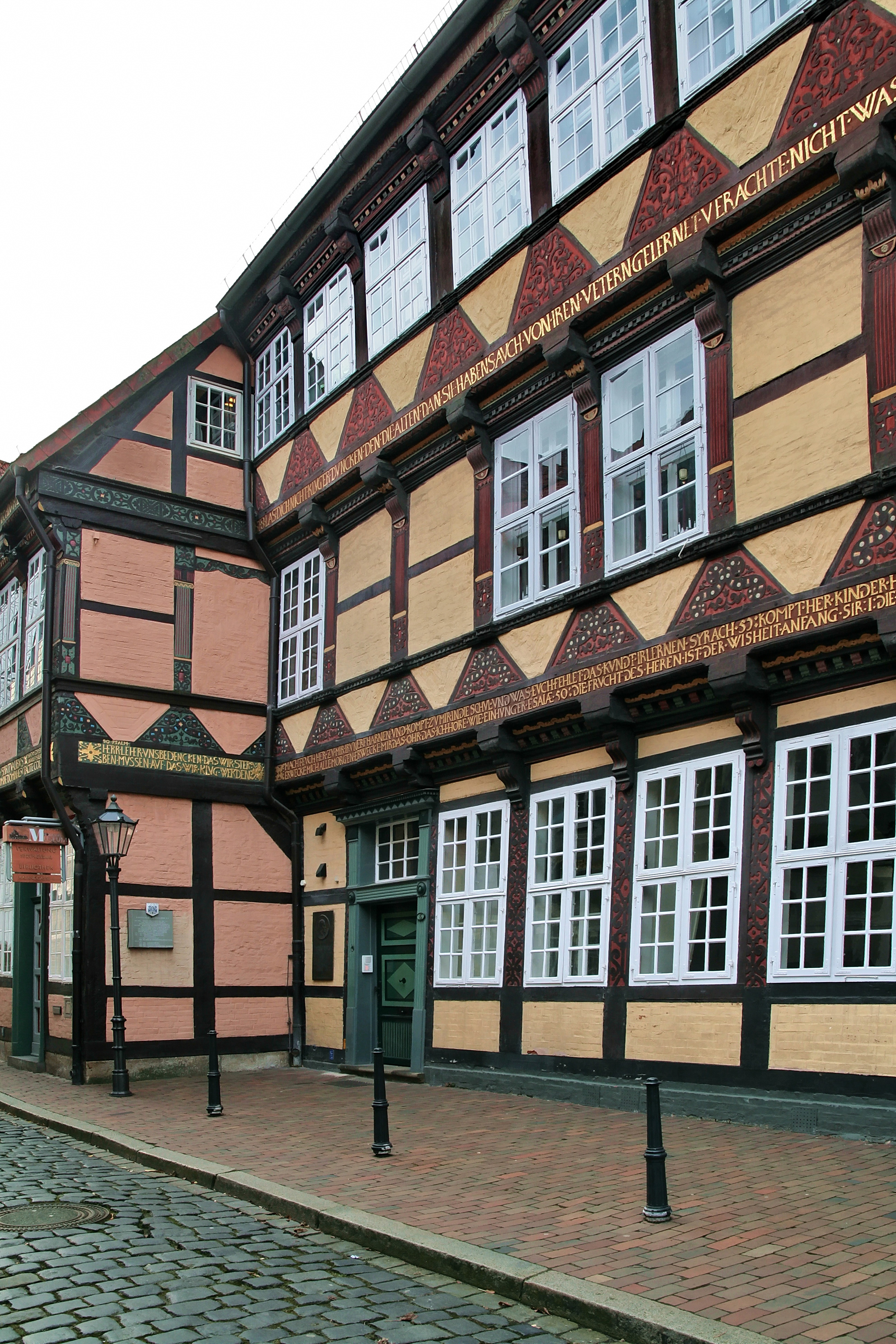
Lateinschule Celle

Wilhelm Gauß erhielt in seiner Kindheit Privatunterricht, möglicherweise besuchte er ab seinem 12. Lebensjahr auch eine Schule. Wegen der Erkrankung der Mutter gab Gauß 1826 seinen 14-jährigen Sohn Eugen auf das humanistische Gymnasium in Celle in die Obhut des Direktors Ludwig Hüpeden, zwei Jahre später auch seinen dann ebenfalls 14-jährigen Sohn Wilhelm. Die Brüder lebten in der Familie des strengen Direktors, dem es nicht gelang, ihnen die fehlende Heimstatt zu ersetzen.
Nach dreijähriger Schulzeit legte Eugen 1829 die Reifeprüfung ab, sein Bruder Wilhelm verließ nach nur einem Jahr ebenfalls die Schule. Direktor Hüpeden schrieb bei seinem Abgang ein vernichtendes Urteil über den heranwachsenden Wilhelm in das Matrikelbuch. Er habe von Anfang an keine große Neigung zum Lernen gezeigt, „er hatte mehr einen praktischen Sinn.“ „Aber größerer Trotz und unbeugsamerer Eigensinn ist mir kaum jemals vorgekommen. Ein Glück war’s, daß er abging, sonst würde ich ihn vermutlich haben wenigstens aus dem Hause weisen müssen.“

### Beruf

#### Deutschland
Wilhelms ursprünglicher Berufswunsch, Soldat zu werden oder ersatzweise Förster, fand nicht die Zustimmung seiner Eltern. Er entschied sich daher für den Beruf des Ökonomen (Gutsverwalter), ohne viel über diesen Berufsstand zu wissen; die Hauptsache war für ihn, dass sich das Leben eines Ökonomen überwiegend im Freien abspielte. Die folgende Tabelle gibt eine Übersicht über die 7 Stellen in Niedersachsen und Brandenburg, die Wilhelm in acht Jahren annahm, ohne die Stelle eines Gutsverwalters zu erhalten.
| Zeit                 | Ort         | Arbeitgeber                        |
| -------------------- | ----------- | ---------------------------------- |
| 1829 bis 1830        | Wienhausen  | Pastor Albrecht Heinrich Baring    |
| 1830 bis 1832        | Poggenhagen | Kammerkommissar Franz Ihssen       |
| 1832 bis 1833        | Oberbehme   | Gutsbesitzer Carl von Laer         |
| 1833 bis 1834        | Diedersen   | Administrator Ihssen               |
| Mai bis Juni 1834    | Steuerwald  | Amtmann Wilhelm Joseph Pfingsthorn |
| Juli bis August 1834 | Göttingen   | arbeitslos, Aufenthalt bei Gauß    |
| 1834 bis 1835        | Kunersdorf  | Gräfin Itzenplitz                  |
| 1835 bis 1837        | Potsdam     | Ferdinand Crudelius                |

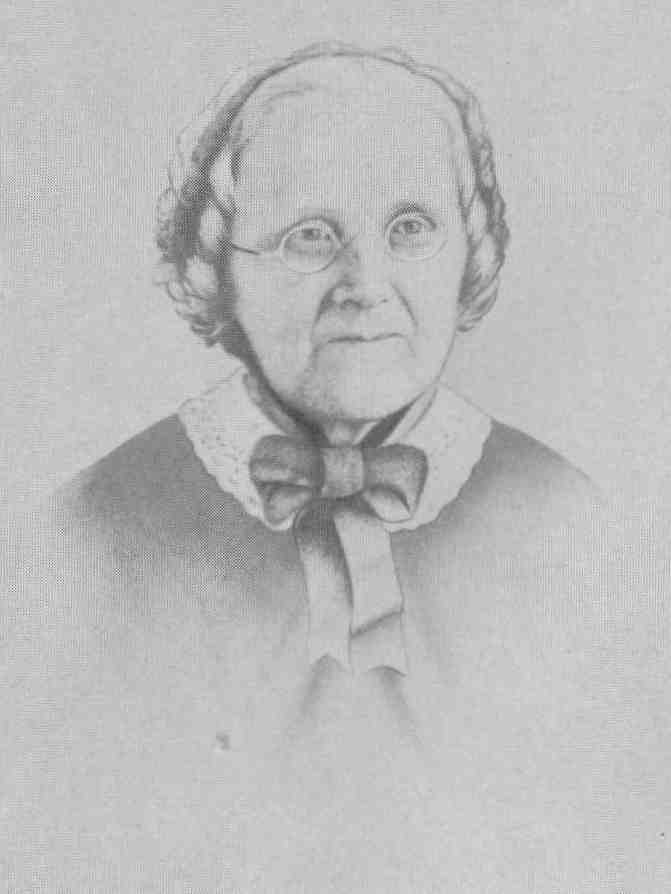
Luise Gauß geb. Fallenstein

Sein Vermögen, das er von seiner Mutter geerbt hatte, reichte nicht aus, um ein Gut zu pachten oder zu kaufen, und als angestellter Verwalter kam er wegen seines jugendlichen Alters nicht zum Zug. Die Aussichtslosigkeit in seinem erwählten Beruf nährte schon früh in ihm den Gedanken einer Auswanderung nach Amerika, auf die er sich durch die Lektüre einschlägiger Bücher von Gottfried Duden und Heinrich von Martels und durch Gespräche mit Auswanderern und Auswanderungswilligen vorbereitete. 1837 erklärte sich sein Vater bereit, ihn im Alter von 24 Jahren (ein Jahr vor der Mündigkeit) für volljährig zu erklären. Am 21. August 1837 heiratete Wilhelm die gleichaltrige Luise Fallenstein (1813–1883), eine vermögenlose Pfarrerstochter aus Levern und Nichte des Astronomen Friedrich Wilhelm Bessel, die mit ihm zusammen die Auswanderung nach Amerika wagen wollte.

#### Missouri

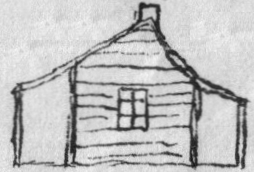
Wohnhaus von Wilhelm Gauß auf seiner Farm bei St. Charles, Skizze von Wilhelm Gauß, 1839 (Beschreibung: Bild anklicken)

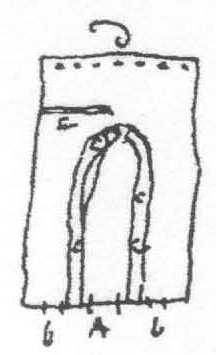
Grundriss des Stores von Wilhelm Gauß und Carl Fallenstein in Glasgow, Skizze von Wilhelm Gauß, 1840 (Beschreibung: Bild anklicken)

Wilhelm Gauß, seine Frau Luise und ihr Bruder Carl Fallenstein traten am 29. Oktober 1837 in Bremerhaven eine fast dreimonatige Schiffsreise über New Orleans nach St. Louis in Missouri an, wo sie Anfang Januar 1838 eintrafen. Sie hatten den Mittelweststaat Missouri als ihre neue Heimat ausgewählt, weil sich dort bereits viele Deutsche erfolgreich als Landwirte angesiedelt hatten. Wilhelm verbrachte sein ganzes weiteres Leben in Missouri, ohne jemals sein Heimatland wiederzusehen. Die vier Wohnorte, in denen er sich niederließ, lagen in der Nähe der Flüsse Missouri und Mississippi, vor dem Bau von Eisenbahnen die einzigen für den Warentransport geeigneten Verkehrswege. Die folgende Tabelle zeigt Wilhelms beruflichen Lebensweg im Überblick.
| Zeit          | Ort         | Beruf            |
| ------------- | ----------- | ---------------- |
| 1838 bis 1840 | St. Charles | Farmer           |
| 1840 bis 1844 | Glasgow     | Kaufhausbesitzer |
| 1844 bis 1855 | Brunswick   | Farmer           |
| 1856 bis 1879 | St. Louis   | Schuhgroßhändler |

Nach der Ankunft in den USA fand Carl Fallenstein eine Stelle als Buchhalter, und Wilhelm ließ sich mit seiner Frau bei St. Charles nieder, wo er zuerst eine gepachtete und dann eine eigene Farm bewirtschaftete. Da er und seine Frau jedoch wiederholt von schweren Krankheiten heimgesucht wurden und hohe finanzielle Verluste hinnehmen mussten, beschloss Wilhelm 1840 die Farm aufzugeben. Er eröffnete mit Carl Fallenstein 300 Kilometer weiter westlich in Glasgow einen Store (Kaufhaus). In drei Jahren erwirtschafteten beide im Durchschnitt etwa je 2000 Dollar pro Jahr, so dass sich Wilhelms Vermögen Ende 1843 auf über 11.000 Dollar belief. Da seine Leidenschaft aber der Landwirtschaft gehörte und er das Ladengeschäft nur zum Geldverdienen betrieb, beschloss er 1844 wieder Farmer zu werden. Er kaufte eine Farm 30 Kilometer weiter nordwestlich in Brunswick. Anders als in St. Charles arbeitete er nur noch zu seinem Vergnügen auf der Farm, die eigentliche Arbeit ließ er von „Negersklaven“ ausführen (1855 beschäftigte er 15 schwarze Arbeitskräfte).
Am 23. Februar 1855 starb Wilhelms Vater Carl Friedrich Gauß, den er seit seiner Auswanderung nicht mehr gesehen hatte, und hinterließ seinen vier noch lebenden Kindern ein reiches Erbe. Schon vor dem Tod seines Vaters hatte Wilhelm beschlossen, seine Farm aufzugeben und etwas Neues anzufangen. Er übernahm in St. Louis zusammen mit seinem Schwager Carl Fallenstein einen Schuhgroßhandel, der zu Anfang einen Umsatz von 300.000 Dollar und 10 % Rendite einbrachte. Als sein Schwager 1860 aus dem Geschäft ausschied und nach Deutschland zurückkehrte, wurde Wilhelm alleiniger Inhaber der Firma. Obwohl ihm das Kaufmannsleben nach wie vor nicht behagte, behielt er das Geschäft bis zu seinem Tod bei. 1866 kaufte er ein Grundstück mit großem Garten in einem ruhigeren Viertel der Stadt und erbaute darauf als Familienwohnsitz „ein recht hübsches und bequemes Haus“ mit den „meisten der neueren Bequemlichkeiten“.

### Lebensabend
Wilhelm und seiner Frau wurden zwischen 1838 und 1855 zwei Töchter und sechs Söhne geboren, von denen eine Tochter im Säuglingsalter starb. Der älteste Sohn Charles Frederick (1838–1913) führte zusammen mit wechselnden Kompagnons einen sehr erfolgreichen Hutgroßhandel. Der zweitälteste Sohn Oscar William (1842–1918) wurde Arzt und später Prediger der Presbyterianischen Kirche. Drei andere Söhne betätigten sich als Geschäftsleute, und einer wurde Prediger der Presbyterianischen Kirche. Bis auf einen Sohn und eine Tochter waren alle Kinder verheiratet.
Wilhelm Gauß starb am 23. August 1879 in St. Louis im Alter von fast 66 Jahren. Seine gleichaltrige Frau Luise überlebte ihn um vier Jahre. Sie starb in St. Louis im Alter von 70 Jahren am 15. September 1883. Das Ehepaar ist in dem Gauß-Familiengrabfeld auf dem Friedhof Bellefontaine Cemetery in St. Louis begraben.
Wilhelm starb als vorletztes der Gauß-Kinder. Sein Bruder Eugen wurde fast 20 Jahre älter als er. Aus den Ehen der beiden „amerikanischen“ Gauß-Söhne Wilhelm und Eugen gingen zusammen 15 Kinder hervor, auf die eine weit verzweigte Nachkommenschaft zurückgeht.
Gauß’ Töchter waren kinderlos geblieben und starben 1840 und 1864 an Schwindsucht wie Gauß’ Frau Minna. Gauß’ Lieblingssohn Joseph, der in Deutschland geblieben war, starb 1873 als Oberbaurat der Eisenbahndirektion Hannover und hinterließ einen Sohn, den einzigen Gauß-Nachkommen in Deutschland.

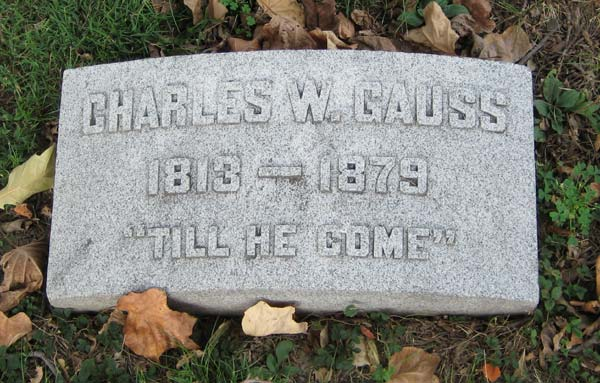
Grab von Wilhelm Gauß
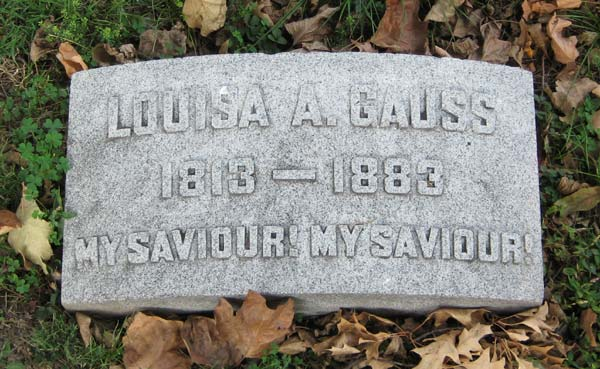
Grab von Luise Gauß geb. Fallenstein

## Elterliches Erbe

### Mütterliches Erbe
Wilhelms Mutter Minna Gauß litt an der zu ihrer Zeit noch tödlichen Schwindsucht, und die letzten neun Jahre bis zu ihrem Tod am 12. September 1831 waren von schrecklichen Leiden und von Hoffnungslosigkeit geprägt. In ihrem Todesjahr setzte sie am 20. Januar ihr Testament auf. Sie hinterließ ihrem Sohn Wilhelm 6800 Reichstaler. Nach Abzug bereits geleisteter Vorauszahlungen erhielt Wilhelm bei der Endabrechnung 1837 noch 4800 Reichstaler, die ihm als Grundstock zur Existenzgründung in den USA dienten.

### Väterliches Erbe

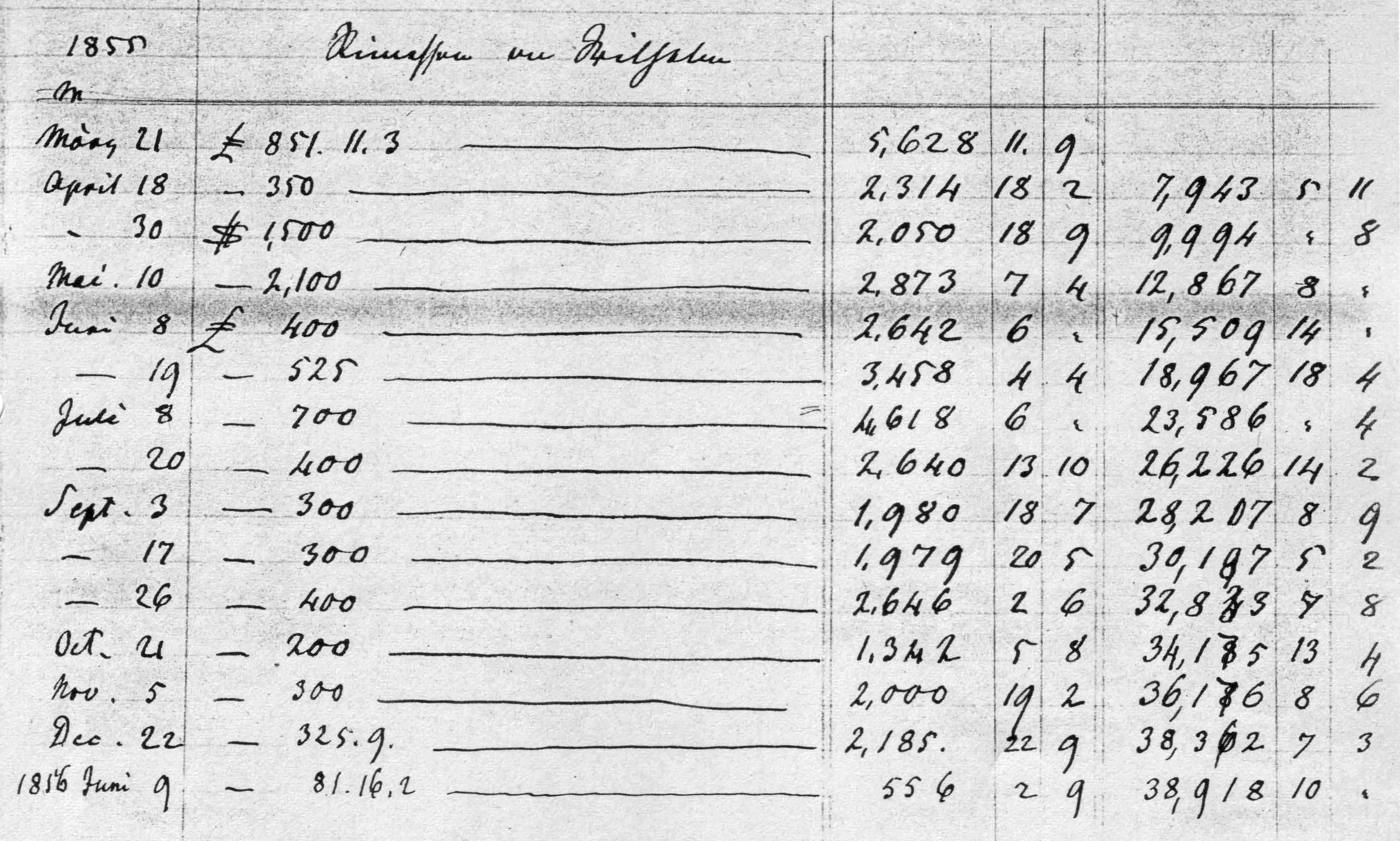
Joseph Gauß: Wechsel (Rimessen) an Wilhelm Gauß zur Abgeltung des väterlichen Erbteils, 3. Spalte von rechts: kumulierter Betrag in Reichstalern

Gauß war der bestverdienende Professor der Universität Göttingen. Er legte sein Geld in Staatsanleihen und Darlehen an und verwandte sein mathematisches Genie und seine hohe Sachkenntnis dazu, sein Vermögen beständig zu vermehren. Auf Grund seiner ärmlichen Herkunft litt Gauß unter der ständigen Furcht, alles zu verlieren und urplötzlich ohne Vermögen dazustehen. Seine Kinder bekamen seinen Geiz oft peinlich zu spüren in einer Zeit, in der sie der väterlichen Unterstützung bedurft hätten. Bei seinem Tod war Gauß nach heutigen Verhältnissen mehrfacher Euromillionär, wenn man die Wertansätze der Deutschen Bundesbank zugrunde legt.
Als Gauß 1855 starb, lebten noch vier seiner Kinder, Joseph, Eugen, Wilhelm und Therese, die sich in das Erbe teilten. Die Ausführung der Teilung hatte Gauß in einer testamentarischen Verfügung 1854 seinem ältesten Sohn Joseph übertragen. Da Gauß’ Nachlass größtenteils in Wertpapieren bestand, mussten diese in einem arbeitsintensiven Verfahren liquidiert werden. Die Korrespondenz mit seinen in Amerika lebenden Brüdern und die Übersendung der Barerlöse in Form von Wechseln erforderten gleichfalls einen großen Aufwand. Wilhelms Anteil an dem väterlichen Erbe belief sich bei der Endabrechnung auf fast 39.000 Reichstaler, dies entspricht nach dem Wertansatz der Deutschen Bundesbank einem Betrag zwischen 900.000 und einer Million Euro.

### Deutsche Literatur
- Menso Folkerts: C. F. Gauß und seine Söhne. Gauß’ Söhne (Joseph, 1806–1873; Eugen, 1811–1896; Wilhelm, 1813–1879). Vortrag zur Eröffnung der Gauß-Ausstellung 2005 im Landesmuseum Braunschweig, Manuskript. Braunschweig 2005.
- Theo Gerardy: C. F. Gauß und seine Söhne. In: Mitteilungen der Gauß-Gesellschaft Göttingen, Jahrgang 3, 1966, S. 25–35.
- Heinrich Mack (Herausgeber): Carl Friedrich Gauß und die Seinen. Festschrift zu seinem 150. Geburtstage. Appelhans, Braunschweig 1927, S. 106–120, 125, Tafel XI, Abbildung.
- Horst Michling: Carl Friedrich Gauß. Episoden aus dem Leben des Princeps mathematicorum. Göttinger Tageblatt, Göttingen 2005, S. 115–122.
- Joseph Weinberger: Carl Friedrich Gauß 1777–1855 und seine Nachkommen. In: Archiv für Sippenforschung und alle verwandten Gebiete, Jahrgang 43/44, 1977/1978, Heft 66, S. 73–98.

### Amerikanische Literatur
- Florian Cajori: Carl Friedrich Gauss and his children. In: Science, New Series, Jahrgang 9, 1899, S. 697–704.
- Susan Chambless: Gauss, Charles William (1813–1879). In: Gauss’ Children.
- G. Waldo Dunnington: Carl Friedrich Gauss. Titan of Science. A Study of his life and work. Exposition Press, New York 1955, S. 372–373, 102, 156, 194, 204–205, 236, 356–357.
- William B. Fawcett, Jr.: A History of the Fawcetts and Related Families in America, Chapter 4: Biographies of Relatives. Part 1 (A–G) (online).
- Brief von Robert Gauss an Felix Klein, Denver, Colorado, 3. September 1912, über Eugen und Wilhelm Gauß, online.
- Nachrufe auf Mitglieder der Gauß-Familie, 2003, online.

### Sonstiges
- Gottfried Duden: Bericht über eine Reise nach den westlichen Staaten Nordamerikas und einen mehrjährigen Aufenthalt am Missouri (in den Jahren 1824, 25, 26 und 1827), in Bezug auf Auswanderung und Übervölkerung, oder: das Leben im Innern der Vereinigten Staaten und dessen Bedeutung fuer die häusliche und politische Lage der Europäer. Elberfeld 1829.
- Carl Friedrich Gauß: Nachlassabrechnung für Wilhelm Gauß, Göttingen, 17. August 1837, Handschrift: Braunschweig, Stadtarchiv, G IX 21: 4, Erbschaftsangelegenheiten Waldeck, Nr. 11.
- Carl Friedrich Gauß, Testamentarische Verfügung, Göttingen, Dezember 1854, Abschrift: Stadtarchiv Braunschweig, G IX 21: 23 Nr. 4.
- Carl Friedrich Gauß: Mathematisches Tagebuch 1796–1814 von Carl Friedrich Gauß. Akademische Verlagsgesellschaft Geest und Portig, Leipzig 1976.
- Heinrich von Martels: Briefe über die westlichen Theile der Vereinigten Staaten von Nord Amerika. Osnabrück 1834.